# 射箭世界杯
射箭世界杯（英語：Archery World Cup）是由國際射箭總會舉辦的一项始于2006年的射箭賽事。比赛共有4個階段，每個階段都在不同的國家舉辦。為了使賽事更加精彩，賽事規定每個階段的各個項目排名前8的選手自動晉級下一階段比賽。比赛通常會選在知名地點舉辦。
从2013年起，射箭世界杯開始在Eurosport上直播。這項賽事還获得了起亚汽车和浪琴錶的赞助，並創設年度浪琴精密奖（Longines Prize of Precision），以表彰射箭方面的最佳年度男女運動員。